# Orbulina
Orbulina d'Orbigny, 1839 è un genere di foraminiferi planctonici, con distribuzione stratigrafica compresa tra il Miocene (Langhiano) e l'Olocene (tra 15,97 milioni di anni e oggi).

## Descrizione
Questi organismi presentano un guscio sferico a camera singola, e perforazioni nelle pareti esterne.